# Dendrocitta
Dendrocitta Gould, 1833 è un genere di uccelli passeriformi appartenente alla famiglia Corvidae.

## Etimologia
Il nome scientifico del genere, Dendrocitta, deriva dall'unione delle parole greche δενδρον (dendron, "albero") con κιττα (kitta, "gazza"), col significato di "gazza degli alberi", in riferimento alle abitudini di vita di questi animali.

## Descrizione

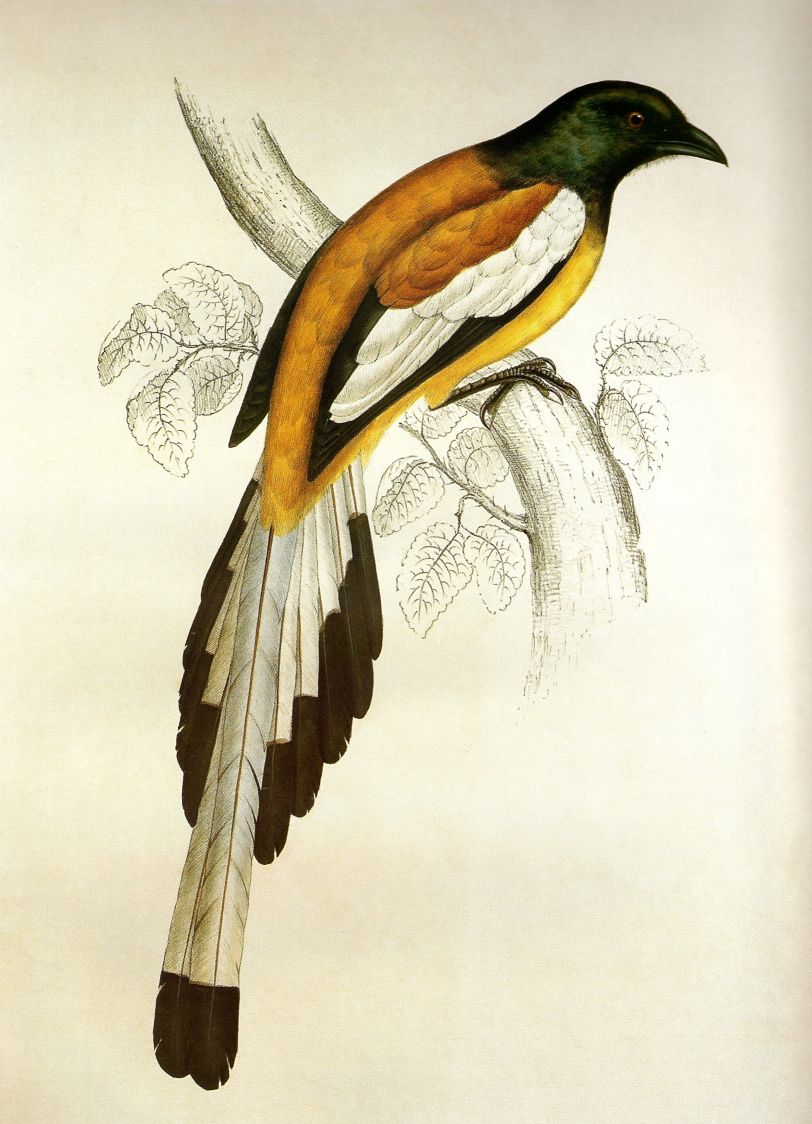
D. vagabunda.

Le dendrogazze sono uccelli di medie dimensioni (dai 32 cm della dendrogazza delle Andamane al mezzo metro della dendrogazza rossiccia), muniti di testa arrotondata, becco conico forte e adunco, forti zampe, ali digitate e coda piuttosto lunga e romboidale.
La livrea varia a seconda della specie, presentandosi però sempre nera sulla faccia e la parte superiore del petto, oltre che su remiganti e punta della coda, mentre il dorso è bruno o grigiastro e l'area ventrale è di colore più chiaro (bianco, beige o nocciola).

## Biologia
Le dendrogazze sono uccelli dalle abitudini di vita diurne e prettamente arboricole (come del resto denota il nome scientifico del genere), che vivono da sole o in gruppetti e passano la maggior parte della giornata alla ricerca di cibo, costituito da insetti e larve, piccoli vertebrati e sporadicamente anche da frutta e bacche.
Rigidamente monogami, questi uccelli svolgono in coppia le attività legate alla riproduzione, dalla costruzione del nido a coppa alla cova (che viene svolta dalla femmina, col maschio che la nutre e protegge) ed all'allevamento della prole.

## Distribuzione e habitat
Il genere è diffuso nelle aree alberate (dai boschi decidui pedemontani alla foresta pluviale e a quella secca tropicale e subtropicale) di gran parte dell'Asia meridionale e del Sud-est asiatico, dalla valle dell'Indo a Taiwan, a sud fino all'Indocina, attraverso il subcontinente indiano ed il Siam: non mancano gli endemismi insulari, che in questo genere sono ben tre (D. bayleii nelle Andamane, D. occipitalis a Sumatra e D. cinerascens in Borneo).

## Tassonomia

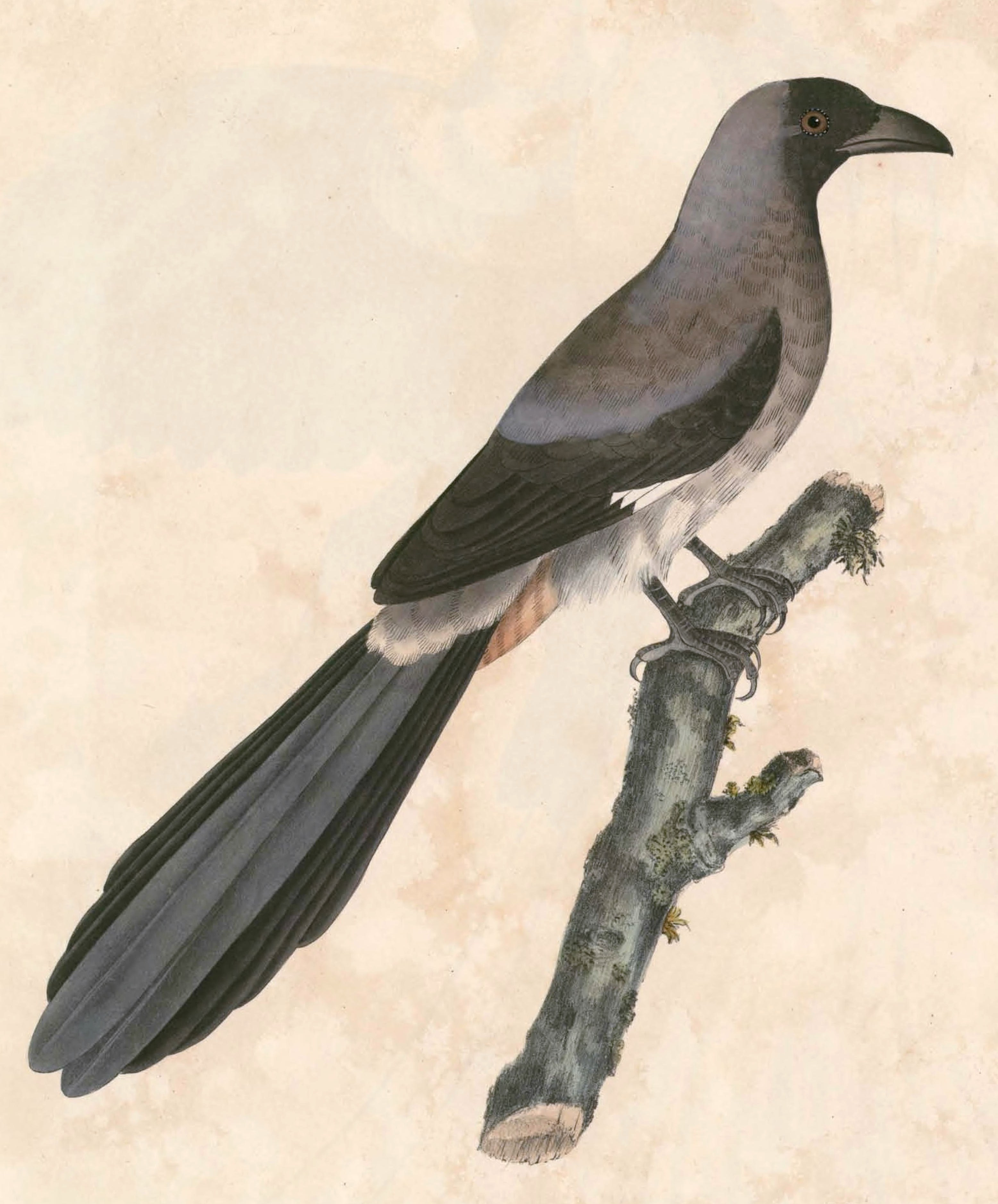
D. formosae.

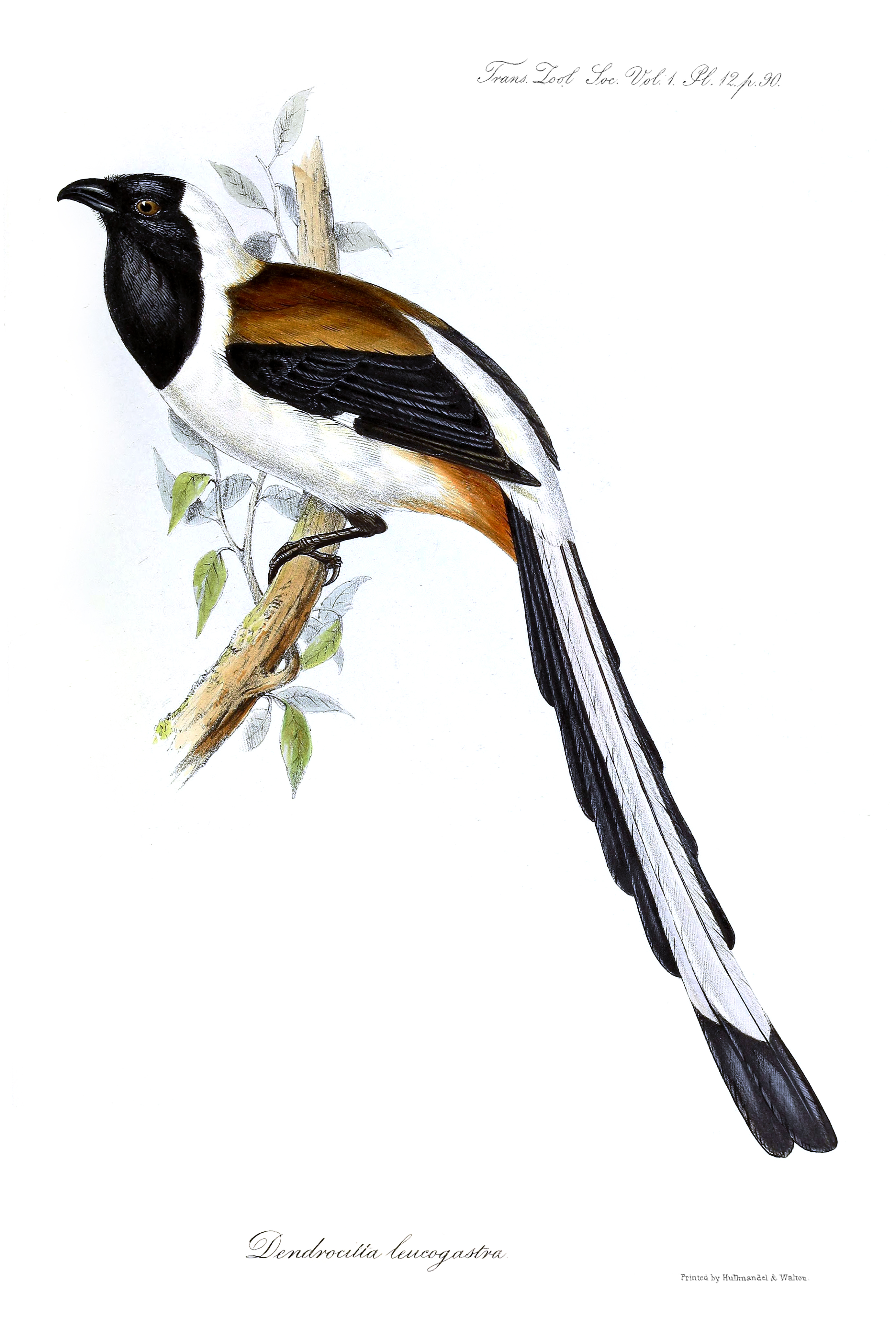
D. leucogastra.

Al genere vengono ascritte 7 specie:
- Dendrocitta vagabunda (Latham, 1790) - dendrogazza rossiccia
- Dendrocitta occipitalis (Müller, 1835) - dendrogazza di Sumatra
- Dendrocitta cinerascens Sharpe, 1879 - dendrogazza del Borneo
- Dendrocitta formosae Swinhoe, 1863 - dendrogazza grigia
- Dendrocitta leucogastra Gould, 1833 - dendrogazza panciabianca
- Dendrocitta frontalis Horsfield, 1840 - dendrogazza dal collare
- Dendrocitta bayleii Tytler, 1863 - dendrogazza delle Andamane

Nell'ambito della famiglia dei corvidi, il genere Dendrocitta rimane piuttosto basale rispetto a Temnurus/Platysmurus e Crypsirina, coi quali forma un clade assimilabile al rango di sottofamiglia.